# 응답하라 1988
《응답하라 1988》은 2015년 11월 6일부터 2016년 1월 16일까지 방영된 tvN 금토 드라마이며, 2013년에 방영된 《응답하라 1994》의 후속작으로 응답하라 시리즈의 세 번째 작품이다. 당시 초반 2016년 1월 9일에 종영할 예정이었지만, 작품의 완성도를 더 높이기 위해 1월 1일과 1월 2일에 결방하여 최종회가 1주일 순연되었다.
이 드라마는 1화에서 8화까지는 1988년을, 9화에서 17화까지는 1989년(17화 후반 1990년~1994년)을, 18화에서 20화까지는 1994년(20화 중반 이후 1995년)을 각각 시대적 배경으로 하였으며, 간헐적으로 짧은 현대 신을 성덕선의 인터뷰식으로 넣어 그 시절을 회상하는 형식을 취했다. 또한 1988년과 2015년은 27년이라는 긴 시간으로 20대의 배우가 40대 중년을 표현하기는 무리라고 생각했는지, 앞선 시즌과 달리 과거와 현재의 동일 인물을 각각 다른 배우가 맡았다. 더불어 남편찾기에 많은 시간을 할애한 앞 시즌과는 달리 가족 이야기에도 힘을 실어, 사랑 이야기와 가족 이야기를 적절히 잘 배분해서인지 세대를 초월하여 시청자들에게 큰 호평을 얻을 수 있었다.
한편, 2016년 1월 16일 방영된 최종회 〈안녕 나의 청춘, 굿바이 쌍문동〉 편은 유료 플랫폼(닐슨 코리아 전국 기준) 가구 평균 시청률 19.6%, 최고 시청률 21.6%을 기록하였고, 이는 tvN 개국 이래 최고 시청률이자 CJ E&M 전 채널 중 압도적인 시청률을 기록하며, IPTV 가입자 수요가 해마다 쉴 새없이 급증하는 여세를 몰아, 케이블 텔레비전 프로그램 중 역대 최고의 시청률을 기록하였다.

## 줄거리
2015년판 '한지붕 세가족'으로, 1988년 서울 도봉구 쌍문동에 사는 다섯 가족이 펼치는 따뜻한 가족애와 평범한 소시민들의 이야기가 담긴 로맨틱 코미디 드라마

## 등장 인물

### 덕선이네 가족
- 성동일 : 성동일 역

1944년생, 당시 45세 / 1994년 기준 51세 / 2016년 기준 73세. 전남 곡성 출신. 한일은행 만년대리 → 과장 → 명예퇴직 (1994년 기준), 보라, 덕선, 노을의 아빠
- 이일화 : 이일화 역

1944년 8월 26일생, 당시 45세 / 1994년 기준 51세 / 2016년 기준 73세. 가정주부, 보라, 덕선, 노을의 엄마
- 류혜영 : 성보라 역 (아역 김주하)

1968년 9월 14일생, 당시 21세 / 1994년 기준 27세 / 2016년 기준 49세. 동일과 일화의 첫째 딸
서울대 수학교육과 2학년 → 사법고시 → 사법연수원생 → 검사 (1995년 기준). 성선우와 결혼 (1995년 10월 21일)
- 이혜리 : 성덕선 역 (아역 공다희)

1971년 9월 17일생, 당시 18세 / 1994년 기준 24세 / 2016년 기준 46세. 동일과 일화의 둘째 딸
별명 특공대. 쌍문여고 2학년 → 3학년 → 스튜어디스 (1994년 기준)
전교 999등. 1989년 2월, 무속인에 의해 한때 성수연이라 불림. 훗날 최택과 결혼
- 최성원 : 성노을 역

1972년생, 당시 17세 / 1994년 기준 23세 / 2016년 기준 45세. 동일과 일화의 막내 아들
쌍문고 1학년 → 2학년 (1989년 기준) → 사회인 (1994년 기준)
- 구혜령 : 성혜령 역

성동일 3남매의 큰고모이자 성동일의 큰누이, 이일화의 큰시누이 역
- 육지민 : 성지민 역

성동일 3남매의 작은고모이자 성동일의 작은누이, 이일화의 작은시누이 역

### 정환이네 가족
- 김성균 : 김성균 역

1944년 1월 29일생, 당시 45세 / 1994년 기준 51세 / 2016년 기준 73세. 금성전자 대리점 운영. 동일네 셋방 집주인, 정봉, 정환의 아빠
- 라미란 : 라미란 역

1943년 11월 5일생, 당시 46세 / 1994년 기준 52세 / 2016년 기준 74세. 강원 정선군 고한 출신. 가정주부
별명 치타여사. 아줌마 3인방 중 가장 연장자, 정봉, 정환의 엄마
- 안재홍 : 김정봉 역

1965년 5월 29일생, 당시 24세 / 1994년 기준 30세 / 2016년 기준 52세. 성균과 미란의 첫째 아들
대입 6수생 → 7수생 (8화 기준) → 성균관대학교 법학과 90학번 (1994년 기준)
훗날 장미옥과 결혼. '집밥 봉선생' 요리프로 진행 (2016년 기준)
- 류준열 : 김정환 역 (아역 정예준)

1971년 3월 5일생, 당시 18세 / 1994년 기준 24세 / 2016년 기준 46세. 성균과 미란의 둘째 아들
별명 개정팔. 쌍문고 2학년 → 3학년 → 대한민국 공군사관학교 42기 입교 → 공군 소위 (1994년 기준) → 공군 중위 (1995년 기준)

### 선우네 가족
- 김선영 : 김선영 역

1946년 7월 3일생, 당시 43세 / 1994년 기준 49세 / 2016년 기준 71세. 경남 김해 출신. 가정주부
동네 아줌마 3인방 중 막내. 1989년 최무성과 합가
- 고경표 : 성선우[주 13] 역 (아역 한규진)

1971년 9월 17일생, 당시 18세 / 1994년 기준 24세 / 2016년 기준 46세. 선영의 첫째 아들
별명 참인간. 쌍문고 2학년 → 3학년 → 연세대학교 의과대학 의예과 90학번 → 본과 3학년 (1994년 기준)
성보라와 결혼 (1995년 10월 21일)
- 김설 → 신비 : 성진주 역

1983년생, 당시 6세 / 1994년 기준 12세 / 2016년 기준 34세. 선영의 늦둥이 막내 딸
국민학교 5학년 (1994년 기준)
- 여운복 : 선우네 아버지 역 (1986년 9월 별세[주 15])
- 신연숙 : 강만순 역

1921년생, 당시 67세 / 생존 시 1994년 기준 73세 / 생존 시 2016년 기준 95세. 선영의 시모자 선우, 진주의 친할머니.
- 박승태 : 박승태 역

선영의 모친이자 선우, 진주의 외할머니.
- 송영규 : 김태용 역

무성의 친구이자 선영의 오빠, 선우, 진주의 큰외삼촌.
- 김태수 : 김태수 역

선영의 남동생, 선우, 진주의 작은외삼촌.

### 택이네 가족
- 최무성 : 최무성 역

1944년 12월 24일생, 당시 45세 / 1994년 기준 51세 / 2016년 기준 73세. 경남 김해 출신. 금은방 '봉황당' 운영
별명 고길동. 1977년 가을 경남 김해시 봉황동에서 서울 쌍문동으로 이사. 1989년 김선영과 합가
- 박보검 : 최택 역 (아역 이승준)

1971년 10월 8일생, 당시 18세 / 1994년 기준 24세 / 2016년 기준 46세. 무성의 아들
별명 희동이. 바둑천재. 바둑기사 6단 → 바둑기사 9단 (1994년 기준). 훗날 성덕선과 결혼

### 동룡이네 가족
- 유재명 : 류재명 역

1941년생, 당시 48세 / 1994년 기준 54세 / 2016년 기준 76세. 부산 중구 남포동 출신
쌍문고 학생부장(주임) → 3학년 13반 담임 → 교감 (1994년 기준)
- 이동휘 : 류동룡 역 (아역 신준승)

1971년 1월 28일생, 당시 18세 / 1994년 기준 24세 / 2016년 기준 46세. 형만 4명인 아들부잣집 막내
별명 도룡뇽. 쌍문고 2학년 → 3학년 → 큰형 대룡의 음식점 감포면옥에서 근무 → 감포면옥 2호점 운영 (1994년 기준)
- 유지수 : 조수향 (조 부장) 역

류동룡의 어머니이자 류재명의 부인.
- 심훈기 : 류대룡 역

류동룡의 첫째 형이자 류재명의 장남.

### 쌍문여자고등학교
- 이민지 : 장미옥 역

1971년 4월 3일생, 당시 18세 / 1994년 기준 24세 / 2016년 기준 46세. 덕선의 단짝친구
별명 장만옥. 쌍문여고 2학년 → 3학년 → 미국 유학 → 귀국 (1994년 기준). 훗날 김정봉과 결혼
- 이세영 : 왕자현 역

1971년생, 당시 18세 / 1994년 기준 24세 / 2016년 기준 46세. 덕선의 단짝친구
별명 왕조현. 쌍문여고 2학년 → 3학년 → 사회인 (1994년 기준)

### 쌍문고등학교
- 김중기

별명 마이콜. 쌍문고 2 ~ 3학년 반친구 → 연세대학교 의과대학 의예과 (성선우의 의대 동기) → 본과 3학년 (1994년 기준)

### 그 외 인물
- 정성호 : 토토즐 MC 이덕화 역 (목소리 출연)
- 송영재 : 한국기원 이 부장 역
- 배유람 : 한국기원 유 대리 → 과장 (1994년 기준) 역
- 박정민 : 성보라의 전 남자친구 박종훈 역
- 정유민 : 성보라의 절친한 친구 황희수 역
- 손산 : 쌍문여고 국어 선생님이자 성덕선의 2 ~ 3학년 담임 선생님 역
- 권은수 : 성덕선의 반친구이자 쌍문여고 전교회장 겸 3학년 학급 반장 송희 역
- 이청미 : 성덕선의 쌍문여고 3학년 반친구 남궁진희 (별명 : 남궁늘보) 역
- 이수경 : 성노을의 여자친구 이수경 역
- 차엽 : 쌍문고 3학년 선배 미친개 역 (1~2화 기준)
- 심재현 : 김정환과 류동룡에게 돈을 뜯는 양아치 역
- 임철수 : 김정환과 류동룡에게 돈을 뜯는 양아치 역
- 위니 : 쌍문여고 김완선 최진아 역
- 이재균 : 성동일이 현금 5천원을 쥐어 준 시위 대학생 역
- 유옥주 : 둘리슈퍼 연쇄점 주인, 반상회에 참석한 동네사람 역
- 김대홍 : 성보라를 검거하러온 경찰1 역
- 조창근 : 성보라를 검거하러온 경찰2 역
- 김동영 : 제1국 중국 뤄시허 9단 역
- 김형찬 : 제2국 일본 장쉬 9단 역
- 이조풍 : 제3국 중국 왕레이 9단 역
- 장해송 : 제5국 중국 왕시 6단 역
- 박상봉 : 최택 대국 취재원 신 기자 역
- 하이석 : 참관인 역
- 김이슬
- 이민주
- 박아성 : 파란 옷 입은 불량 학생 역
- 이진권 : 청재킷 입은 불량 학생 역
- 조광유 : 바둑 대국 기록관 역
- 최교식 : 반상회에 참석한 동네 얼음집 사장 역
- 이문정 : 이수경의 언니 역
- 봉은선 : 아모레 방문판매원 역
- 김현아 : 쥬단학 방문판매원 역
- 지성근 : 쌍문고 교련 교사 김검사 역
- 이승기 : 최무성 입원병원 주치의 역
- 김가희 : 최무성 입원병원 간호사 역
- 서진원 : 최택 대국 취재원 선임기자 역
- 김창환 : 최택 대국 취재원 신입기자 역
- 정재윤
- 김효명 : 검거된 성보라를 호송하는 전경 역
- 주효만[주 24]
- 한태일 : 대천해수욕장 바닷가 식당에서 최택에게 바둑을 배우는 노인 역
- 김충길 : 오락실 깡패 역
- 남미정 : 무속인 역
- 성현미 : 야채가게 주인 역
- 장현정
- 홍부향 : 약사 역
- 이은석 : 바바리맨 역
- 이재은 : 김선영이 근무하는 목욕탕 주인 역
- 정해인 : 한때 성덕선을 짝사랑했던 방학중 동창 호영 역
- 유현종 : 호영의 친구 역
- 허선행 : 이일화가 건강검진 받은 병원의사 황정수 역
- 김다희 : 병원 간호사 역
- 오동민 : 성보라의 대학 동기 역
- 박정희 : 성보라의 대학 동기 역
- 전수연 : 장미옥 입원병원 병실 간호사 노주란 역
- 신영진 : 성덕선이 재학 중인 쌍문여고 3학년 학급 반장 송희 어머니 역
- 정석규 : 택시기사 역
- 박민영 : 쌍문여고 양호실 교사 윤소윤 역
- 강문경 : 제4회 동양증권배 기전개막 최택 상대 바둑기사 역
- 손영순 : 장터 국수집 할머니 역
- 신연미 : 왕자현에게 진학 상담 받을 차례라고 알려주는 학생 역
- 권오수 : 최택을 인터뷰하는 방송국 직원[주 25] 역
- 김봉수 : 버스 안에서 김정환이 자리 양보해서 앉은 할아버지 역
- 오진하 : 김성균 입원병원 응급실 간호사 '김호정 역
- 최효상 : 김성균 입원병원 부원장이자 수술의사 역
- 김도형 : 김성균 입원병원 응급실 의사 김주환 역
- 이가은
- 정재윤
- 이재욱 : 쌍문고 음악 선생님 역
- 차순배 : 계란장수 역
- 장희정 : 전국노래자랑 예심 진행요원 겸 심사위원 역
- 주민진 : 성노을의 쌍문고 2학년 7반 반친구 임남혁 역
- 신난애 : 성보라의 고시원 친구 역
- 김영환 : 성선우의 의대 선배 역
- 최윤준 : 유공 연수원 경비원 역
- 손은서 : 성덕선의 스튜어디스 선배이자 한국기원 유 대리 여자친구 역
- 여회현 : 성덕선에게 바람맞춘 소개팅남 역
- 정현석 : 쓰레기의 지도교수 역
- 우지안 : 성덕선의 스튜어디스 동료 우지안[주 26] 역
- 옥주리 : 브라질 떡볶이집 주인 역
- 안수호 : 김정봉과 장미옥이 방문한 고깃집 주인 역
- 권영경 : 류동룡의 음식점 감포면옥 2호점 종업원 역
- 민대식 : 라미란과 김성균의 간이 결혼식 사진사 역
- 이건우
- 민준현 : 성보라와 성선우의 결혼식 사진사 역
- 서승원 : 선우네 이삿짐 트럭 운전기사 역
- 민우기 : 덕선이네 이삿짐 트럭 운전기사 역
- 임강헌 : 정환이네 경양식집에서 주문받는 종업원 역

### 특별출연
- 이미연 : 중년 성덕선 역 (2016년 기준 46세)
- 전미선 : 중년 성보라 역 (2016년 기준 49세)
- 김주혁 : 중년 최택 역 (2016년 기준 46세)
- 이종혁 : 중년 성선우 역 (2016년 기준 46세) (목소리 출연)
- 우현 : 중년 성노을 역 (2016년 기준 45세)
- 김영옥 : 김영옥 역(1회)

성동일의 어머니이자 성동일 3남매의 친할머니
- 정원중 : 성원중 역(2회)

성동일의 형이자 성동일 3남매의 큰아버지.
- 김수로 : 김수로왕 매점 주인 역
- 이문세 : 별밤지기 역 (목소리 출연) 및 비하인드 스토리 내레이션[주 27]
- 박지윤 : KBS 기자 박지윤[주 28] 역 및 비하인드 스토리 내레이션[주 29]
- 김태훈 : 김정봉 입원병원 주치의 최현성 역(8회)
- 정우 : 연세대학교 의과대학 본과 3학년 김재준[주 30] 역
- 고창석 : 장미옥의 아버지 역

## 시청률
최저 시청률과 최고 시청률은 시청률 조사회사와 지역별로 시청률에 차이가 있을 수 있습니다.
| 2015년      | 2015년           | 2015년                                | 2015년     | 2015년      |  |
| 회차        | 방송일           | 부제 (서브 타이틀)                    | AGB 시청률 | TNmS 시청률 |  |
| ----------- | ---------------- | ------------------------------------- | ---------- | ----------- |  |
| 제1회       | 11월 6일         | 손에 손잡고                           | 6.118%     | 6.5%        |  |
| 제2회       | 11월 7일         | 당신이 나에 대해 착각하는 한 가지     | 6.836%     | 6.7%        |  |
| 제3회       | 11월 13일        | 유전무죄 무전유죄                     | 7.777%     | 8.6%        |  |
| 제4회       | 11월 14일        | Can't help ~ing                       | 8.251%     | 8.0%        |  |
| 제5화       | 11월 20일        | 월동준비                              | 10.145%    | 9.6%        |  |
| 제6화       | 11월 21일        | 첫 눈이 온다구요                      | 9.263%     | 8.8%        |  |
| 제7화       | 11월 27일        | 그대에게                              | 11.035%    | 10.2%       |  |
| 제8회       | 11월 28일        | 따뜻한 말 한마디                      | 11.293%    | 10.7%       |  |
| 제9화       | 12월 4일         | 선을 넘는다는 것                      | 11.563%    | 10.2%       |  |
| 제10회      | 12월 5일         | MEMORY                                | 13.365%    | 12.5%       |  |
| 제11회      | 12월 11일        | 세 가지 예언                          | 12.228%    | 12.3%       |  |
| 제12회      | 12월 12일        | 누군가를 사랑한다는 것은              | 13.060%    | 11.8%       |  |
| 제13회      | 12월 18일        | 슈퍼맨이 돌아왔다                     | 12.858%    | 12.2%       |  |
| 제14회      | 12월 19일        | 걱정말아요 그대                       | 15.133%    | 13.2%       |  |
| 제15화      | 12월 25일        | 사랑과 우정 사이                      | 15.192%    | 13.6%       |  |
| 제16화      | 12월 26일        | 인생이란 아이러니 -Ⅰ                  | 15.372%    | 12.6%       |  |
| 2016년      |                  |                                       |            |             |  |
| 제17화      | 1월 8일          | 인생이란 아이러니 - Ⅱ                 | 15.472%    | 15.5%       |  |
| 제18회      | 1월 9일          | 굿바이 첫사랑                         | 17.191%    | 16.2%       |  |
| 제19회      | 1월 15일         | 당신은 최선을 다했다                  | 17.597%    | 17.9%       |  |
| 제20회      | 1월 16일         | 안녕 나의 청춘 굿바이 쌍문동 (최종회) | 18.803%    | 18.4%       |  |
| 평균 시청률 | 평균 시청률      | 평균 시청률                           | 12.428%    | 11.8%       |  |
|             |                  |                                       |            |             |  |
| 스페셜      |                  |                                       |            |             |  |
| 1           | 2015년 10월 30일 | 응답하라 1988 시청지도서              | 3.502%     |             |  |
| 2           | 2016년 1월 2일   | 응답하라 1988 비하인드                | 6.810%     |             |  |

## OST

### Part. 1
| #            | 제목                           | 작사         | 작곡         | 편곡         | 재생 시간 |
| ------------ | ------------------------------ | ------------ | ------------ | ------------ | --------- |
| 1.           | 〈청춘 (Rock Ver.)〉 (김필)    | 김창완       | 김창완       | 이상훈       | 4:27      |
| 2.           | 〈청춘 (Feat. 김창완)〉 (김필) | 김창완       | 김창완       | 이상훈       | 3:39      |
| 총 재생 시간 | 총 재생 시간                   | 총 재생 시간 | 총 재생 시간 | 총 재생 시간 | 8:06      |

### Part. 2
| #            | 제목                       | 작사         | 작곡         | 편곡         | 재생 시간 |
| ------------ | -------------------------- | ------------ | ------------ | ------------ | --------- |
| 1.           | 〈걱정말아요 그대〉 (이적) | 전인권       | 전인권       | 이적         | 3:51      |
| 총 재생 시간 | 총 재생 시간               | 총 재생 시간 | 총 재생 시간 | 총 재생 시간 | 3:51      |

### Part. 3
| #            | 제목            | 작사         | 작곡         | 편곡         | 재생 시간 |
| ------------ | --------------- | ------------ | ------------ | ------------ | --------- |
| 1.           | 〈소녀〉 (오혁) | 이영훈       | 이영훈       | Philtre      | 3:46      |
| 총 재생 시간 | 총 재생 시간    | 총 재생 시간 | 총 재생 시간 | 총 재생 시간 | 3:46      |

### Part. 4
| #            | 제목                              | 작사         | 작곡         | 편곡         | 재생 시간 |
| ------------ | --------------------------------- | ------------ | ------------ | ------------ | --------- |
| 1.           | 〈혜화동 (혹은 쌍문동)〉 (박보람) | 김창기       | 김창기       | 이상훈       | 4:24      |
| 총 재생 시간 | 총 재생 시간                      | 총 재생 시간 | 총 재생 시간 | 총 재생 시간 | 4:24      |

### Part. 5
| #            | 제목                                       | 작사         | 작곡         | 편곡           | 재생 시간 |
| ------------ | ------------------------------------------ | ------------ | ------------ | -------------- | --------- |
| 1.           | 〈네게 줄 수 있는건 오직 사랑뿐〉 (디셈버) | 지근식       | 지근식       | 김의석, 송하민 | 3:31      |
| 총 재생 시간 | 총 재생 시간                               | 총 재생 시간 | 총 재생 시간 | 총 재생 시간   | 3:31      |

### Part. 6
| #            | 제목                   | 작사         | 작곡         | 편곡           | 재생 시간 |
| ------------ | ---------------------- | ------------ | ------------ | -------------- | --------- |
| 1.           | 〈보라빛 향기〉 (와블) | 강수지       | 윤상         | 이상훈, 최혜성 | 3:43      |
| 총 재생 시간 | 총 재생 시간           | 총 재생 시간 | 총 재생 시간 | 총 재생 시간   | 3:43      |

### Part. 7
| #            | 제목            | 작사         | 작곡         | 편곡                    | 재생 시간 |
| ------------ | --------------- | ------------ | ------------ | ----------------------- | --------- |
| 1.           | 〈함께〉 (노을) | 도윤경       | 박광현       | 노는 어린이, ZigZagNote | 4:33      |
| 총 재생 시간 | 총 재생 시간    | 총 재생 시간 | 총 재생 시간 | 총 재생 시간            | 4:33      |

### Part. 8
| #            | 제목                   | 작사         | 작곡         | 편곡           | 재생 시간 |
| ------------ | ---------------------- | ------------ | ------------ | -------------- | --------- |
| 1.           | 〈매일 그대와〉 (소진) | 최성원       | 최성원       | 김의석, 송하민 | 3:16      |
| 총 재생 시간 | 총 재생 시간           | 총 재생 시간 | 총 재생 시간 | 총 재생 시간   | 3:16      |

### Part. 9
| #            | 제목                   | 작사         | 작곡         | 편곡           | 재생 시간 |
| ------------ | ---------------------- | ------------ | ------------ | -------------- | --------- |
| 1.           | 〈세월이 가면〉 (기현) | 최귀섭       | 최명섭       | 김의석, 송하민 | 3:49      |
| 총 재생 시간 | 총 재생 시간           | 총 재생 시간 | 총 재생 시간 | 총 재생 시간   | 3:49      |

### Part. 10
| #            | 제목                                    | 작사         | 작곡         | 편곡         | 재생 시간 |
| ------------ | --------------------------------------- | ------------ | ------------ | ------------ | --------- |
| 1.           | 〈이젠 잊기로 해요〉 (여은(멜로디데이)) | 이장희       | 이장희       | 고동훈       | 3:58      |
| 총 재생 시간 | 총 재생 시간                            | 총 재생 시간 | 총 재생 시간 | 총 재생 시간 | 3:58      |

### Part. 11
| #            | 제목                            | 작사         | 작곡         | 편곡         | 재생 시간 |
| ------------ | ------------------------------- | ------------ | ------------ | ------------ | --------- |
| 1.           | 〈기억날 그날이 와도〉 (앤씨아) | 오태호       | 오태호       | 강호연       | 3:45      |
| 총 재생 시간 | 총 재생 시간                    | 총 재생 시간 | 총 재생 시간 | 총 재생 시간 | 3:45      |

| Part. 1 ~ 11 총 재생시간 | 46:42 |
| ------------------------ | ----- |

### 응답하라 1988 OST (감독판)
| #            | 제목                                         | 작사         | 작곡         | 편곡                    | 재생 시간 |
| ------------ | -------------------------------------------- | ------------ | ------------ | ----------------------- | --------- |
| 1.           | 〈혜화동 (혹은 쌍문동) (Guitar Ver.)〉 (V.A) |              | 김창기       | 이상훈                  | 1:46      |
| 2.           | 〈청춘 (Rock Ver.)〉 (김필)                  | 김창완       | 김창완       | 이상훈                  | 4:27      |
| 3.           | 〈청춘 (Feat. 김창완)〉 (김필)               | 김창완       | 김창완       | 이상훈                  | 3:39      |
| 4.           | 〈걱정말아요 그대〉 (이적)                   | 전인권       | 전인권       | 이적                    | 3:51      |
| 5.           | 〈소녀〉 (오혁)                              | 이영훈       | 이영훈       | Philtre                 | 3:46      |
| 6.           | 〈혜화동 (혹은 쌍문동)〉 (박보람)            | 김창기       | 김창기       | 이상훈                  | 4:24      |
| 7.           | 〈네게 줄 수 있는건 오직 사랑뿐〉 (디셈버)   | 지근식       | 지근식       | 김의석, 송하민          | 3:31      |
| 8.           | 〈보라빛 향기〉 (와블)                       | 강수지       | 윤상         | 이상훈, 최혜성          | 3:43      |
| 9.           | 〈함께〉 (노을)                              | 도윤경       | 박광현       | 노는 어린이, ZigZagNote | 4:32      |
| 10.          | 〈매일 그대와〉 (소진)                       | 최성원       | 최성원       | 김의석, 송하민          | 3:16      |
| 11.          | 〈세월이 가면〉 (기현)                       | 최귀섭       | 최명섭       | 김의석, 송하민          | 3:49      |
| 12.          | 〈이젠 잊기로 해요〉 (여은(멜로디데이))      | 이장희       | 이장희       | 고동훈                  | 3:54      |
| 13.          | 〈기억날 그날이 와도〉 (앤씨아)              | 오태호       | 오태호       | 강호연                  | 3:46      |
| 14.          | 〈In The Fall Of My Heart〉 (V.A)            |              | 최가람       | 최가람                  | 3:37      |
| 15.          | 〈Butter Flying〉 (V.A)                      |              | 이유성       | 이유성                  | 1:30      |
| 16.          | 〈Dancing Tree〉 (V.A)                       |              | 최성호       | 최성호                  | 1:36      |
| 17.          | 〈Some More〉 (V.A)                          |              | 최가람       | 최가람                  | 2:16      |
| 18.          | 〈Comedy Of Errors〉 (V.A)                   |              | 김현주       | 김현주                  | 1:09      |
| 19.          | 〈To Home〉 (V.A)                            |              | 박동일       | 박동일                  | 1:32      |
| 20.          | 〈Starlight〉 (V.A)                          |              | 이예솔       | 이예솔                  | 2:39      |
| 21.          | 〈Flower Garden〉 (V.A)                      |              | 김진학       | 김진학                  | 1:10      |
| 22.          | 〈Broken Heart〉 (V.A)                       |              | U-Star       | U-Star                  | 1:21      |
| 23.          | 〈Our Alley〉 (V.A)                          |              | 박동일       | 박동일                  | 1:55      |
| 총 재생 시간 | 총 재생 시간                                 | 총 재생 시간 | 총 재생 시간 | 총 재생 시간            | 1:07:09   |

### 응답하라 1988 OST BGM
| #            | 제목                                  | 작곡         | 편곡         | 재생 시간 |
| ------------ | ------------------------------------- | ------------ | ------------ | --------- |
| 1.           | 〈Remember Last〉                     | 박동일       | 박동일       | 1:38      |
| 2.           | 〈Happen〉                            | 송하민       | 송하민       | 0:42      |
| 3.           | 〈Sulky Girl 1 (Organ Ver.)〉         | 김현수       | 김현수       | 0:26      |
| 4.           | 〈Icecream In Summer〉                | 강미연       | 강미연       | 2:09      |
| 5.           | 〈Rainy Night〉                       | 김진학       | 김진학       | 1:35      |
| 6.           | 〈Nobody Can Stop 2 (Marimba Ver.)〉  | 김현수       | 김현수       | 0:31      |
| 7.           | 〈Math Test〉                         | 유원미       | 유원미       | 1:20      |
| 8.           | 〈Dimly〉                             | 강미연       | 강미연       | 0:50      |
| 9.           | 〈Lower Place〉                       | 강미연       | 강미연       | 2:58      |
| 10.          | 〈After All This Time〉               | 백인보       | 백인보       | 1:49      |
| 11.          | 〈Antagonism〉                        | 최가람       | 최가람       | 1:23      |
| 12.          | 〈I Promise To You〉                  | 박동일       | 박동일       | 2:52      |
| 13.          | 〈Boring Afternoon 2 (Whistle ver.)〉 | 김현수       | 김현수       | 1:08      |
| 14.          | 〈As Time Goes By〉                   | 백인보       | 백인보       | 2:50      |
| 총 재생 시간 | 총 재생 시간                          | 총 재생 시간 | 총 재생 시간 | 22:11     |

## 수상 경력 및 후보
| 연도   | 상                                   | 부문                                       | 작품/수상자                      | 결과 |
| ------ | ------------------------------------ | ------------------------------------------ | -------------------------------- | ---- |
| 2016년 | 대한민국 퍼스트브랜드 대상           | 인물부문 특별상                            | 류준열                           | 수상 |
| 2016년 | 중국 음악 풍운방 연도 시상식         | 배우 부문 올해 해외 최고 베스트 아티스트상 | 박보검                           | 수상 |
| 2016년 | 케이블TV 방송대상                    | 케이블스타상 부문 라이징스타상             | 류혜영                           | 수상 |
| 2016년 | 케이블TV 방송대상                    | 케이블스타상 부문 라이징스타상             | 류준열                           | 수상 |
| 2016년 | 케이블TV 방송대상                    | 케이블스타상 부문 인기스타상               | 라미란                           | 수상 |
| 2016년 | 케이블TV 방송대상                    | 케이블VOD 드라마 부문                      | 응답하라 1988                    | 수상 |
| 2016년 | 제20회 YWCA가 뽑은 좋은 TV프로그램상 | 특별상                                     | 신원호                           | 수상 |
| 2016년 | 제52회 백상예술대상                  | TV부문 연출상                              | 신원호                           | 수상 |
| 2016년 | 제52회 백상예술대상                  | TV부문 극본상                              | 이우정                           | 후보 |
| 2016년 | 제52회 백상예술대상                  | TV부문 여자 최우수연기상                   | 라미란                           | 후보 |
| 2016년 | 제52회 백상예술대상                  | TV부문 남자 신인연기상                     | 류준열                           | 수상 |
| 2016년 | 제52회 백상예술대상                  | TV부문 남자 신인연기상                     | 이동휘                           | 후보 |
| 2016년 | 제52회 백상예술대상                  | TV부문 남자 신인연기상                     | 안재홍                           | 후보 |
| 2016년 | 제52회 백상예술대상                  | TV부문 여자 신인연기상                     | 혜리                             | 후보 |
| 2016년 | 제52회 백상예술대상                  | TV부문 여자 신인연기상                     | 류혜영                           | 후보 |
| 2016년 | 제52회 백상예술대상                  | 인스타일 베스트스타일상                    | 박보검                           | 수상 |
| 2016년 | 제52회 백상예술대상                  | TV부문 남자인기상                          | 박보검                           | 후보 |
| 2016년 | 제52회 백상예술대상                  | TV부문 남자인기상                          | 류준열                           | 후보 |
| 2016년 | 제52회 백상예술대상                  | TV부문 여자인기상                          | 혜리                             | 후보 |
| 2016년 | 제52회 백상예술대상                  | TV부문 여자인기상                          | 류혜영                           | 후보 |
| 2016년 | 제52회 백상예술대상                  | TV부문 여자인기상                          | 라미란                           | 후보 |
| 2016년 | 제11회 서울 드라마 어워즈            | 최우수 미니시리즈 부문                     | 응답하라 1988                    | 후보 |
| 2016년 | 제5회 아시아태평양 스타 어워즈       | 연출상                                     | 신원호                           | 수상 |
| 2016년 | 제5회 아시아태평양 스타 어워즈       | 남자 조연연기상                            | 최무성                           | 후보 |
| 2016년 | 제5회 아시아태평양 스타 어워즈       | 여자 조연연기상                            | 김선영                           | 후보 |
| 2016년 | 제5회 아시아태평양 스타 어워즈       | 남자신인상                                 | 박보검                           | 수상 |
| 2016년 | 제5회 아시아태평양 스타 어워즈       | 여자신인상                                 | 혜리                             | 수상 |
| 2016년 | 제5회 아시아태평양 스타 어워즈       | OST상                                      | 이적 ("걱정하지 말아요 그대")    | 수상 |
| 2016년 | 제9회 코리아 드라마 어워즈           | 남자 신인상                                | 이동휘                           | 후보 |
| 2016년 | 제9회 코리아 드라마 어워즈           | 남자 신인상                                | 안재홍                           | 후보 |
| 2016년 | 제9회 코리아 드라마 어워즈           | 여자 신인상                                | 혜리                             | 후보 |
| 2016년 | 제9회 코리아 드라마 어워즈           | OST상                                      | 이적 ("걱정하지 말아요 그대")    | 후보 |
| 2016년 | 제4회 드라마 피버 어워즈             | 베스트 라이징 스타상                       | 박보검                           | 수상 |
| 2016년 | 제4회 드라마 피버 어워즈             | 베스트 키스상                              | 박보검 & 혜리                    | 수상 |
| 2016년 | 제1회 tvN 10 어워즈                  | 콘텐츠 대상 (드라마 부문)                  | 응답하라 1988                    | 수상 |
| 2016년 | 제1회 tvN 10 어워즈                  | 콘텐츠 본상 (드라마 부문)                  | 응답하라 1988                    | 수상 |
| 2016년 | 제1회 tvN 10 어워즈                  | 베스트키스상                               | 박보검 & 혜리                    | 후보 |
| 2016년 | 제1회 tvN 10 어워즈                  | 남자연기상                                 | 성동일                           | 후보 |
| 2016년 | 제1회 tvN 10 어워즈                  | 스페셜연기상                               | 성동일                           | 수상 |
| 2016년 | 제1회 tvN 10 어워즈                  | tvN아시아스타상                            | 박보검                           | 수상 |
| 2016년 | 제1회 tvN 10 어워즈                  | 대세스타 남자부문                          | 류준열                           | 수상 |
| 2016년 | 제1회 tvN 10 어워즈                  | 대세스타 여자부문                          | 혜리                             | 수상 |
| 2016년 | 제1회 tvN 10 어워즈                  | 씬스틸러 남자부문                          | 김성균                           | 수상 |
| 2016년 | 제1회 tvN 10 어워즈                  | 씬스틸러 남자부문                          | 이동휘                           | 후보 |
| 2016년 | 제1회 tvN 10 어워즈                  | 씬스틸러 여자부문                          | 라미란                           | 수상 |
| 2016년 | 제1회 tvN 10 어워즈                  | 씬스틸러 여자부문                          | 이일화                           | 후보 |
| 2016년 | 제1회 tvN 10 어워즈                  | 씬스틸러 여자부문                          | 김선영                           | 후보 |
| 2016년 | 제1회 tvN 10 어워즈                  | 씬스틸러 여자부문                          | 류혜영                           | 후보 |
| 2016년 | 제1회 tvN 10 어워즈                  | 투스타상                                   | 고경표                           | 후보 |
| 2016년 | 제1회 tvN 10 어워즈                  | 드라마 남자부문 Made in tvN                | 박보검                           | 후보 |
| 2016년 | 제1회 tvN 10 어워즈                  | 드라마 남자부문 Made in tvN                | 류준열                           | 후보 |
| 2016년 | 제1회 tvN 10 어워즈                  | 드라마 여자부문 Made in tvN                | 혜리                             | 후보 |
| 2016년 | 제1회 아시아 아티스트 어워즈         | 드라마부문 남자 신인상                     | 류준열 (운빨로맨스와 함께)       | 수상 |
| 2016년 | 제1회 아시아 아티스트 어워즈         | 드라마부문 여자 신인상                     | 혜리                             | 후보 |
| 2016년 | 제1회 아시아 아티스트 어워즈         | AAA 아시아스타상                           | 박보검 (구르미 그린 달빛과 함께) | 수상 |
| 2016년 | 제1회 아시아 아티스트 어워즈         | 배우부문 남자 인기상                       | 박보검                           | 후보 |
| 2016년 | 제1회 아시아 아티스트 어워즈         | 배우부문 남자 인기상                       | 류준열                           | 후보 |
| 2016년 | 제1회 아시아 아티스트 어워즈         | 배우부문 여자 인기상                       | 혜리                             | 후보 |
| 2016년 | 제7회 멜론 뮤직 어워즈               | 뮤직스타일상 OST부문                       | 오혁 ("소녀")                    | 후보 |
| 2016년 | 제18회 엠넷 아시안 뮤직 어워즈       | 베스트 OST상                               | 이적 ("걱정하지 말아요 그대")    | 수상 |

## 같이 보기
- 응답하라
- 응답하라 1994
- 응답하라 1997
- 이가인지명 (중국판으로 리메이크를 하여 방송되었다.)

## 동시간대 드라마
JTBC 금토드라마
- 《디데이》 : (2015년 9월 18일 ~ 2015년 11월 21일)

### 내용주
1. ↑  15화에서 이일화가 통장을 넘길 때 주민등록번호가 적혀 있다.
2. ↑  1화에서 성덕선보다 3일 앞이며, 성덕선의 생일을 앞당겨 성보라와 같이 지낸다.
3. ↑  1화에서 이일화가 “선우도 곧 생일이네, 덕선이랑 한날 아니가.”라는 대사가 나오며, 성덕선이 88올림픽 개막식의 행사를 마치고 온 날 밤에 성동일이 둘리슈퍼 앞에서 따로 마련한 케이크로 생일을 축하해 준다. 또한 9화에서 성덕선이 최택과 같이 중국(그 당시 중공)에 가게 되면서 여권에 쓰여진 생년월일이 나온다.
4. ↑   '특'별히 '공'부 못 하는 '대'가리 라는 뜻.
5. ↑  13화에서 김정봉이 행운의 편지 봉투에 '성수연'으로 기재하는 장면이 나온다.
6. ↑  10화에서 달력에 표시된 날짜를 보고 김정환이 "엄마, 내일 아빠 생일이네."라는 대사가 나온다.
7. ↑  4화에서 이일화가 일력을 뜯는 장면이 나오며, 김성균이 미역을 들고 대문을 들어서며 이일화에게 ‘오늘 미란의 생일’이라고 한다. 또한 11화에서 라미란의 여권에 생년월일이 1943년 11월 5일로 쓰여 있으나, 보통 그 나잇대는 음력으로 생일을 지냈으므로 드라마상의 오류로 보인다. 그러나 이 후 19화에서 1994년 라미란의 생일을 11월 5일로 쇠는 것으로 나오면서, 드라마상에 나오는 생일이나 제삿날 등은 모두 양력을 기준으로 잡은 것으로 보인다.
8. ↑  8회에서 정봉이 병원에 입원 당시 환자 정보 표지판에서 확인할 수 있다.
9. ↑  20화에서 성덕선이 “미옥이는 좋겠다, 남편이 요리도 잘하고...”라는 대사가 나온다.
10. ↑  14화에서 학년 새학기가 시작된 주에 장미옥이 ‘토요일에 정봉과 약속이 있다’고 했으며, 그 다음 날이 김정환의 생일이라 택이네 집에서 5인방이 모두 모였다.
11. ↑  20화에서 보라와 선우의 결혼식에서 사회를 맡은 동룡이 결혼식장에 늦게 들어오는 정환에게 "어이 김중위 아이 개정팔 좀 일찍일찍 좀 다니자 좀"이라는 대사가 나온다.
12. ↑  9화에서 김선영은 주방에 들어가니 선우가 까놓은 귤을 보고 눈시울을 붉히며 자기 방안으로 들어가 선우를 위해 마련하고 있는 대학교 입학금 통장을 펼쳐보는데, 거기에 주민등록번호가 나온다.
13. ↑  19화에서 그동안 철저히 숨겨왔던 선우의 성이 ‘성’ 씨로 밝혀져 성보라와는 동성동본이며, 그 당시에는 동성동본 간의 결혼이 법적으로 금지되던 시기였다.
14. ↑  성덕선과 생일이 같으며, 1화에서 88올림픽 개막식 날 밥상에 미역국이 올라오면서 생일임을 암시한다. 또한 7화에서 최무성과 김선영의 대화를 통하여 선우의 태어난 시각이 오전 4시 57분으로 소개된다.
15. ↑  1화에서 9월 14일 성보라의 생일과 같은 날에 선우네 아버지의 제사를 지냈다. 하지만, 이후 8화 회상 장면에서 선우네 아버지 장례식이 ‘2년 전 겨울’이라는 자막으로 나오면서 장례를 늦게 치를 수밖에 없는 사정이 있었거나, 아니면 드라마상에서의 오류인 것으로 보인다.
16. ↑  7화에서 최택이 "결승이 크리스마스 이브예요. 그 날 아빠 생신인데..."라는 대사가 나온다.
17. ↑  2화에서 '택이는 이 골목에 가장 늦게 이사왔다'라는 내레이션이 나오며, 9화에서 김선영과 최무성의 대화 중 쌍문동으로 이사온 계기가 소개된다.
18. ↑  7화에서 최무성이 인터뷰하는 중에 날짜가 언급되며, 18화에서 성인이 된 봉황당 골목 5인방이 최택의 생일만은 시간을 내어 만난다고 한다.
19. ↑  16화에서 류동룡이 “학주도 왔습니다.” 하자 류재명이 "이제 학주 아니다, 새끼야."라는 대사가 나온다.
20. ↑  10화에서 류동룡의 생일은 김성균의 생일 전날이다. 류동룡은 어머니가 만들어주는 생일 미역국을 기대하지만 바쁘다며 출근해버리자 가출하게 된다.
21. ↑  첫째 형 대룡, 둘째 형(예측) 소룡, 셋째 형 금룡, 넷째 형(예측) 은룡이다. 
이는 9화에서 류동룡이 “다음 주에 제주도 가, 넷째 형네.”라는 대사가 있으며, 따로 이름은 언급되지 않지만 이후 16화에서 류동룡이 “은룡이 형 신분증을 훔쳐놓긴 했는데...”라며 이름이 언급된다. 또한 12화에서 류동룡이 ‘또오치경양식 무료쿠폰을 셋째 형이 줬다’고 하자 성선우가 ‘금룡이 형’이라고 언급하며, 15화에서 류동룡이 “조 부장님 화나면 진짜 무서운 거 알지? 소룡이 형이랑 아직도 얘기 안 하잖아.”라며 이름만 언급된다.
22. ↑  17화에서 김선영이 “대룡이 가게에서 일한다고 억수로 바쁘다까든데...”라는 대사가 나온다.
23. ↑  16화에서 성덕선이 장만옥에 대한 신상을 김정봉에게 알려줄 때 생일을 말한다.
24. ↑  바닷가 식당에서 최택과 바둑을 두던 노인 중 1명으로, 엔딩 크레딧에서 주효만으로 나왔지만 실제로는 이 배우가 아닌 다른 배우가 출연했다.
25. ↑  최택을 인터뷰하는 인물로, 이 부장이 지칭하기를 "저 선배"라고 했으나 UBS뉴스 최대호 PD를 말하는 것인지는 알 수 없다.
26. ↑  19화에서 성덕선과 같이 공항 버스를 기다리며 북경 비행 스케줄에 대해 말하면서 보는 스케줄 표에 이름이 나와있다.
27. ↑  2015년 10월 30일 본 방송이 시작되기 전 드라마의 시대 배경이나 인물 등을 소개하여 드라마 시청에 도움을 주고자 한 스페셜이다. 부제는 〈0화: 응답하라 1988 시청지도서〉이다.
28. ↑  7화 극중 KBS 기자로 등장했으며, 《응답하라 1997》에서는 강준희의 누나로 출연했다.
29. ↑  2016년 1월 2일에 결방되면서 약 40분 정도 분량으로 비하인드 스토리를 다룬 스페셜이다.
30. ↑  18화 극중 성선우의 의대 동기로, 《응답하라 1994》에서의 극중 역할 그대로 쓰레기 김재준으로 등장했다. 또한 《응답하라 1994》 9화의 한 장면인 성나정(고아라 분)이 빗속에 달려가다 넘어져 다리를 다쳐 도움을 받기 위해 쌍둥이 슈퍼 앞에서 김재준을 기다려 만나는 장면이 1분가량 삽입되었다.

### 참조주
1. ↑  김만석 (2015년 11월 30일). “'응답하라 1988' 1월1일·2일 휴방, "작품 완성도 위해"”. 와우스포츠. 2015년 12월 8일에 원본 문서에서 보존된 문서. 2016년 2월 20일에 확인함.
2. ↑  김동환 (2016년 1월 16일). “'응답하라 1988' 최고 순간 시청률 21.7%…6년 만에 새기록”. 세계일보. 2016년 2월 20일에 확인함.
3. ↑  서현진 (2016년 1월 17일). “'응답하라1988' 시청률 역사 새로 쓰며 '종영'”. 스포츠투데이. 2018년 6월 22일에 원본 문서에서 보존된 문서. 2016년 2월 20일에 확인함.
4. ↑  “AGB 닐슨 미디어리서치 홈페이지 참조.”. 2017년 5월 13일에 원본 문서에서 보존된 문서. 2017년 1월 13일에 확인함.
5. ↑  TNmS 멀티미디어 홈페이지 참조.
6. ↑  
AAA특별취재단 (2016년 11월 16일). “[2016AAA]박보검·윤아, AAA아시아스타상.."한국 문화 전파할 것"”. 스타뉴스. 2016년 11월 20일에 확인함.[깨진 링크(과거 내용 찾기)]
7. ↑  전효진 (2016년 12월 2일). “[2016MAMA] 이적, ‘응팔-걱정말아요그대’ 베스트OST 수상 (feat.권혁수)”. 동아닷컴. 2017년 1월 20일에 확인함.